# Bill Joy
William N. Joy (Detroit, 8 novembre 1954) è un informatico statunitense, comunemente conosciuto come Bill Joy, il "Thomas Edison di Internet", così definito dalla rivista statunitense Fortune, colui che si può considerare la vera mente scientifica di Sun Microsystems.

## Biografia
Cofondatore della società Sun Microsystems nel 1982 con Vinod Khosia, Scott McNealy e Andy Bechtolsheim, Bill Joy ne è stato chief scientist, e vicepresidente fino al 2003.
Bill Joy è inoltre considerato il padre di Solaris, il sistema operativo che ha accompagnato il business di Sun nel mondo Unix.
La formazione di Joy si rivela prestigiosa: riceve il Bachelor of Science in Electrical Engineering (BSEE) all'Università del Michigan nel 1975, successivamente frequenta il dottorato all'U.C. Berkeley dove diventa il principale programmatore del Berkeley Unix (BSD) e riceve il Master Science in ingegneria elettronica ed informatica.
Nei primi anni ottanta la DARPA (The Defense Advanced Research Projects Agency) si accorda con BBN Technologies (compagnia statunitense di ricerca e sviluppo di prodotti tecnologici) per aggiungere TCP/IP, sviluppato da Vinton Cerf e Bob Kahn, al Berkeley UNIX. Quando gli viene assegnato l'incarico di inserire lo stack (insieme di protocolli) TCP/IP all'interno di Berkeley UNIX, Joy rifiuta, perché non considera il prodotto abbastanza valido. È per questo che decide di scriverne un altro, ad alte prestazioni, da sé.
John Gage, direttore dell'ufficio scientifico della Sun Microsystems, a proposito di questo avvenimento, raccontò: "BBN ha avuto un grosso contratto per implementare TCP/IP, ma il loro progetto non ha funzionato, mentre il lavoro del giovane Joy funzionò". Quando i responsabili chiesero come ci fosse riuscito, Bill Joy rispose semplicemente: "è molto semplice, si legge il protocollo e si scrive il codice".
Nel 1986, Joy riceve il premio Grace Murray Hopper per il lavoro svolto nell'implementazione del sistema operativo Berkeley UNIX.

## Contributi
Joy è considerato uno dei più grandi programmatori della storia, non solo per le sue implementazioni del protocollo TCP/IP o di Unix, ma altresì per essere stato l'autore del celebre editor vi, che è forse il più usato nel mondo unix.
Una leggenda in rete vuole che Joy abbia scritto l'editor in un fine settimana.
Bill Joy è anche una delle figure principali che ha contribuito allo sviluppo dei microprocessori SPARC, Java e Jini.
Jini incarna la visione "the network is the computer(tm)" di Sun, il concetto si basa sulla possibilità di ricreare in una rete le funzionalità del sistema operativo del nostro computer. L'obiettivo di Jini è quello di minimizzare i compiti di configurazione e gestione delle componenti di un sistema distribuito, in modo che queste riescano automaticamente a riconoscersi e a collaborare formando quella che viene detta una Jini community.
Nel 1997 viene nominato da Bill Clinton co-presidente di un Comitato sull'Information Technology.

## Scienza e costo umano del progresso
Bill Joy spiega infatti che "il perseguimento scientifico della verità dev'essere temperato da considerazioni sul costo umano del progresso".
In conclusione nel saggio apparso su Wired, Joy rivolge un appello a tutti gli scienziati affinché prendano come esempio gli "scienziati atomici" del dopoguerra, impegnandosi in prima persona per cercare di cambiare le cose e arrivare al deliberato abbandono di alcune applicazioni di queste tecnologie.
Nel 1998 decide di lasciare la California, dove era considerato il padre della 'Network Computing', per ritirarsi sui monti del Colorado. Ora vive ad Aspen, dove ha fondato il suo "Smallworks Lab".
Nell'estate del 2003, il quarantottenne Bill Joy, dopo aver lavorato in Sun per 21 anni, decide di dimettersi dall'azienda, dichiarando di voler "perseguire altri interessi".